# Ferdinand Mannlicher
Ferdinand Karl Adolf Josef Mannlicher, seit 1892 Ritter von Mannlicher (* 30. Jänner 1848 in Brüx, Böhmen oder in Mainz; † 20. Jänner 1904 in Wien) war Erfinder und Konstrukteur eines Waffensystems (Repetierer mit Paketladung).

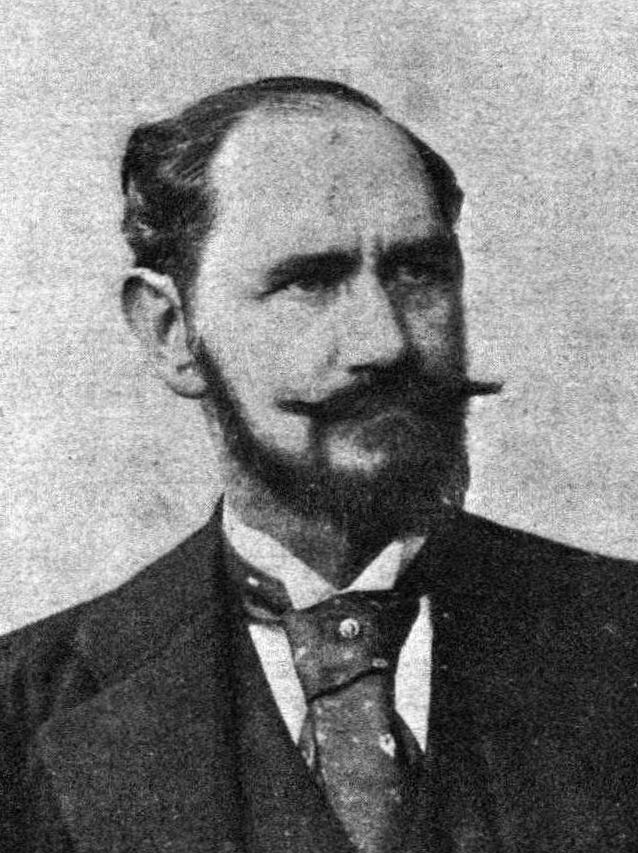
Ferdinand von Mannlicher
(Photographie von Carl Pietzner)

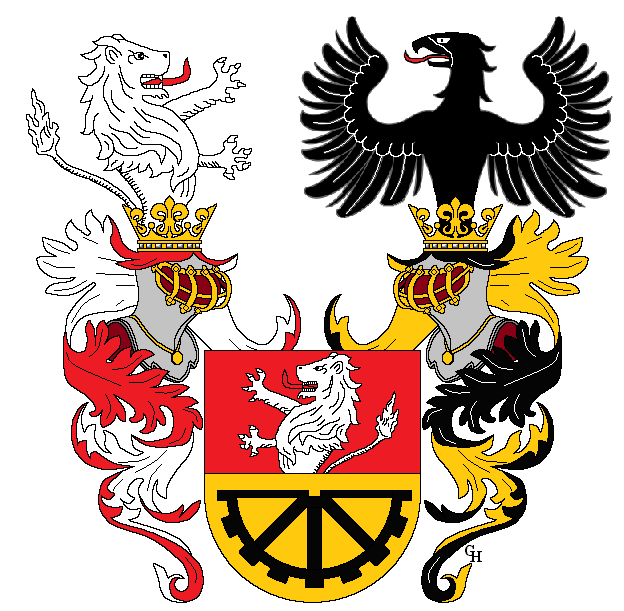
Wappen Mannlichers anlässlich seiner Erhebung in den Ritterstand 1892

## Leben
Ferdinand Karl Adolf Josef Mannlicher wurde als Sohn des k.u.k. Oberfeldkriegskommissärs Josef Mannlicher und seiner Ehefrau Albertine Haacke geboren. Die Stammreihe der Familie Mannlicher ist ununterbrochen bis zum Jahr 1525 zurückzuverfolgen. Über viele Generationen lebten sie in Brüx/Böhmen; sie stellten dort über fünf Generationen den Bürgermeister sowie Postmeister, Zolleinnehmer, Militärverpflegsverwalter und Ratsherren der Stadt. Ein Zusammenhang mit der Augsburger Handelsfamilie Mannlich ist zwar überliefert, aber nicht nachweisbar.
Mannlicher besuchte nach der Übersiedlung der Familie nach Wien ein Gymnasium im VIII. Wiener Gemeindebezirk und studierte anschließend Technik an der Technischen Hochschule in Wien. Danach war er als Ingenieur bei den k.u.k. Eisenbahnen tätig. Schon früh interessierte er sich für Waffentechnik und begann nach der Niederlage der Österreicher gegen die Preußen bei Königgrätz, welche auch auf die unterlegene Waffentechnik der Österreicher zurückgeführt wurde, dieses Interesse in den Mittelpunkt seiner Tätigkeit zu stellen. Im Zuge der Ausschreibung der Armee zur Einführung eines neuen Gewehrsystems kam es zu einem Wettbewerb mehrerer Konstrukteure, aus dem Mannlicher letztendlich als Sieger hervorging – nach jahrelangen öffentlichen und politischen Diskussionen, die teilweise mit auch heute noch erstaunlich persönlichen Untergriffen geführt wurden.
Ab dem Jahr 1880 konstruierte Ferdinand Mannlicher verschiedene Mehrladegewehre mit Röhrenmagazin und später mit einem Patronenmagazin im Mittelschaft. Sein Streben hatte Erfolg. Die Produktion des von ihm 1886 patentierten Waffensystems, (Repetierer mit Geradezugverschluss und Paketladung) übernahm die Österreichische Waffenfabriksgesellschaft unter Josef Werndl, an der Mannlicher wesentliche Anteile hielt. Schon bevor das fortentwickelte Geradezug-Gewehr Mannlicher Modell 1895 in der k.u.k. Armee eingeführt wurde, statteten andere Länder der Welt ihre Armeen mit den auf dem System basierenden Zylinderverschlussgewehren mit Paketladung aus.

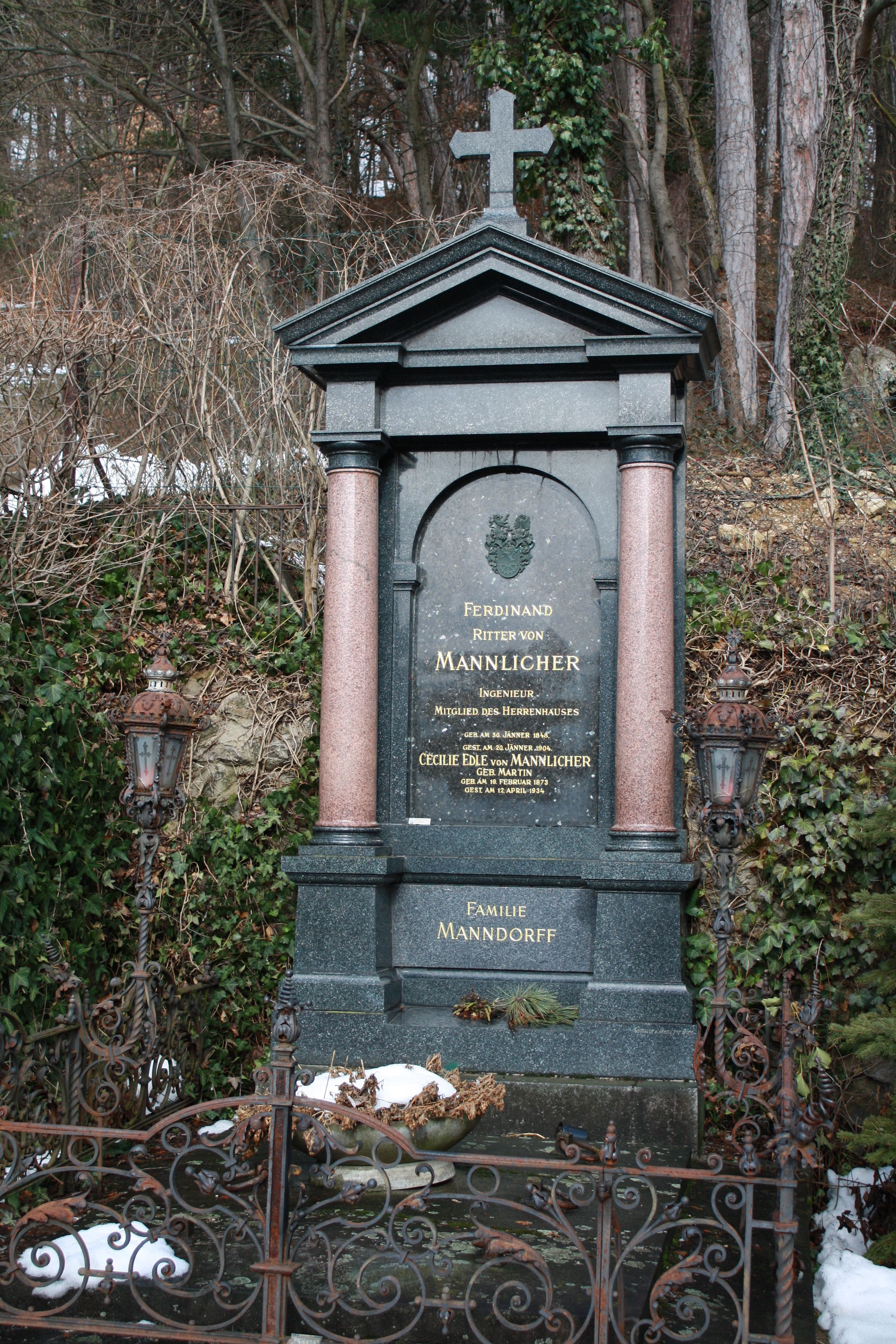
Familiengrab in der Hinterbrühl

Mannlicher heiratete am 21. Mai 1892 Cäcilie Martin, am 17. Mai 1893 wurden die Zwillingstöchter Albertine und Cäcilie geboren. Am 14. Dezember 1892 wurde Ferdinand Mannlicher in den österreichischen Ritterstand erhoben und Mitglied des Herrenhauses des österreichischen Reichsrates auf Lebenszeit. Mannlicher wurden viele weitere Ehrungen zuteil; er war Träger des österreichischen Ordens der Eisernen Krone, des königlich preußischen Kronenordens, des königlich italienischen Ordens der Eisernen Krone und Offizier der französischen Ehrenlegion. Heute erinnern noch die Mannlichergasse in Hinterbrühl/Wien und die Mannlicherstrasse in Steyr an ihn.
Nach kurzer Krankheit verstarb Mannlicher am 20. Jänner 1904 in Wien. Begraben liegt er am Friedhof in der Hinterbrühl.
Seine Witwe beging nach dem Verlust eines Großteils des Familienvermögens am 12. April 1934 mit dem von Mannlicher entwickelten Prototypen einer Gasdruckselbstladepistole Suizid. Sie liegt ebenfalls im Familiengrab in der Hinterbrühl begraben.
Mannlichers Name lebt in dem später auf Steyr-Mannlicher umfirmierten Unternehmen weiter; heute werden deren Gewehre vornehmlich von Jägern, sowie in geringerer Anzahl von Scharfschützen und zum sportlichen Schießen benützt. Die Entwicklung zur Jagdwaffe erlebte er selbst nicht mehr; diese wurde vom Direktor Schönauer der Steyrwerke betrieben. Das Mannlicher-Schönauer ist auch heute noch eine weitverbreitete Jagdwaffe.